# 吴春安
吴春安（1908年—1985年1月11日），山西翼城县城关镇西梁村人，原籍河南原阳县，中华人民共和国政治人物。
早年建立生产合作社并担任社长，因棉花生产创造全国最高纪录，获得农业部爱国丰产金星奖章。1958年，担任中国共产党西梁村支部书记。1971年，被选为中国共产党临汾地委委员。1980年，任翼城县人大常委会副主任。1985年1月11日，在翼城县西梁村逝世。